# آزبورن‌دندان
آزبورن‌دندان (نام علمی: Osbornodon) نام یک سرده از تیره سگ‌سانان است.